# Broadway (linea BMT Astoria)
Broadway è una fermata della metropolitana di New York, situata sulla linea BMT Astoria. Nel 2015 è stata utilizzata da 4 300 632 passeggeri, risultando la centododicesima più trafficata della rete.

## Storia
La stazione venne aperta il 1º febbraio 1917 insieme al resto della linea BMT Astoria, all'epoca diramazione della linea IRT Queensboro che oggi è nota come linea IRT Flushing. Nel 1949, insieme alle altre stazioni della linea, fu sottoposta ad una serie di lavori per permettere il passaggio del materiale rotabile della Brooklyn-Manhattan Transit Corporation, più largo di quello dell'Interborough Rapid Transit Company, che operava in precedenza sulla linea.

## Strutture e impianti
Broadway è una stazione di superficie con tre binari e due banchine laterali, simile alla stazione di 30th Avenue. Il binario centrale espresso non viene utilizzato per il servizio passeggeri, ma è regolarmente usato per altri scopi dal 2002.
Nel mezzanino, una struttura in legno posta sotto il piano binari, sono posizionati i tornelli. Fuori da questi sono presenti tre scale che scendono al livello stradale, presso l'incrocio tra Broadway e 31st Street.

## Movimento
La stazione è servita dai treni di due services della metropolitana di New York:
- Linea N Broadway Express, sempre attiva;[6]
- Linea W Broadway Local, attiva solo nei giorni feriali esclusa la notte.[7]

## Interscambi
La stazione è servita da diverse autolinee gestite da MTA Bus.
- Fermata autobus